# Argentina ai Giochi della XXV Olimpiade
L'Argentina partecipò ai Giochi della XXV Olimpiade, svoltisi a Barcellona, Spagna, dal 25 luglio al 9 agosto 1992, con una delegazione di 84 atleti impegnati in diciassette discipline.

## Medaglie
| Medaglia | Atleta                          | Sport  | Evento          |
| -------- | ------------------------------- | ------ | --------------- |
| Bronzo   | Javier Frana Christian Miniussi | Tennis | Doppio maschile |